# 碳龟属
碳龟属（学名：Carbonemys）是一属已灭绝的侧颈龟类，于哥伦比亚东北部Cesar-Ranchería盆地的距今约6000万到5700万年前的古新世中期塞雷洪组地层中被发现，其出现年代大约始于白垩纪﹣古近纪灭绝事件后500万年。

## 发现
2005年，北卡罗莱纳州立大学一位名叫埃德温·卡德纳的博士生在Cerrejón煤矿发现了碳龟属的正模标本。它的壳长约1.72米（5英尺8英寸），是世界上最大的乌龟之一。
碳龟属的下颚很巨大，足以吃掉鳄鱼，这些鳄鱼在Cerrejón组最初的新热带森林中数量非常丰富。这类乌龟还与巨大的泰坦巨蟒属共存过。